# Euclinia squamifera
Euclinia squamifera là một loài thực vật có hoa trong họ Thiến thảo. Loài này được (R.D.Good) Keay mô tả khoa học đầu tiên năm 1958.